# ألبرتو كامينزيند
ألبرتو كامينزيند (و. 1914 – 2004 م) هو مهندس معماري، وأستاذ جامعي سويسري، ولد في لوغانو، توفي عن عمر يناهز 90 عاماً.